# Peliatan
Peliatan is een bestuurslaag in het regentschap Gianyar van de provincie Bali, Indonesië. Peliatan telt 8636 inwoners (volkstelling 2010).